# Sublimace (psychologie)
Sublimace je psychologický termín, který označuje jeden z obranných mechanismů.
Podle Freudovy teorie se osobnost skládá ze tří složek (instancí) – superego (nadjá) , ego (já) a id (ono). Ego vyrovnává působení superega a idu. Pokud dojde k silnému konfliktu superega a idu, který ego nedokáže vyřešit, osobnost může reagovat některým z obranných mechanismů.
Jedním z nich je sublimace. Nepříjemné potlačované emoce jsou při ní přeměněny do jiné společensky přijatelné činnosti. Například emoce vznikající potlačováním sexuálních cílů prezentované libidem, jsou tak převedeny například do umění, sportu, učení, práce, charity… Obsah sublimované aktivity zpravidla nese stopy původního pudového impulsu.